# Шеффілд Стілерс
«Шеффілд Стілерс» (англ. Sheffield Steelers) — хокейний клуб з Шеффілда, Велика Британія. Заснований у 1991 році.

## Історія
Клуб засновано в місті Шеффілд у 1991 році.
3 грудня 2006 року «Стілерс» провели свою 1000-ну гру.
У сезоні 2006–07 років «Стілерс» посів четверте місце в регулярному чемпіонаті та став фіналістом Кубка виклику.
У 2007 році змінився власник клубу.
Бобу Філліпсу у сезоні 2010–11 років висловили вотум недовіри, що призвело до чергової зміни власника клубу.
У сезонах 2014–15 та 2015–16 років команда двічі поспіль здобула чемпіонський титул.
1 жовтня 2018 року Пол Томпсон покинув пост головного тренера команди з особистих причин. Його замінив на посаді головного тренера Том Баррассо.
13 березня 2024 року «Шеффілд Стілерс» після чотирирічної перерви став чемпіоном Британської елітної ліги та кваліфікувався до Ліги чемпіонів.

## Домашня арена

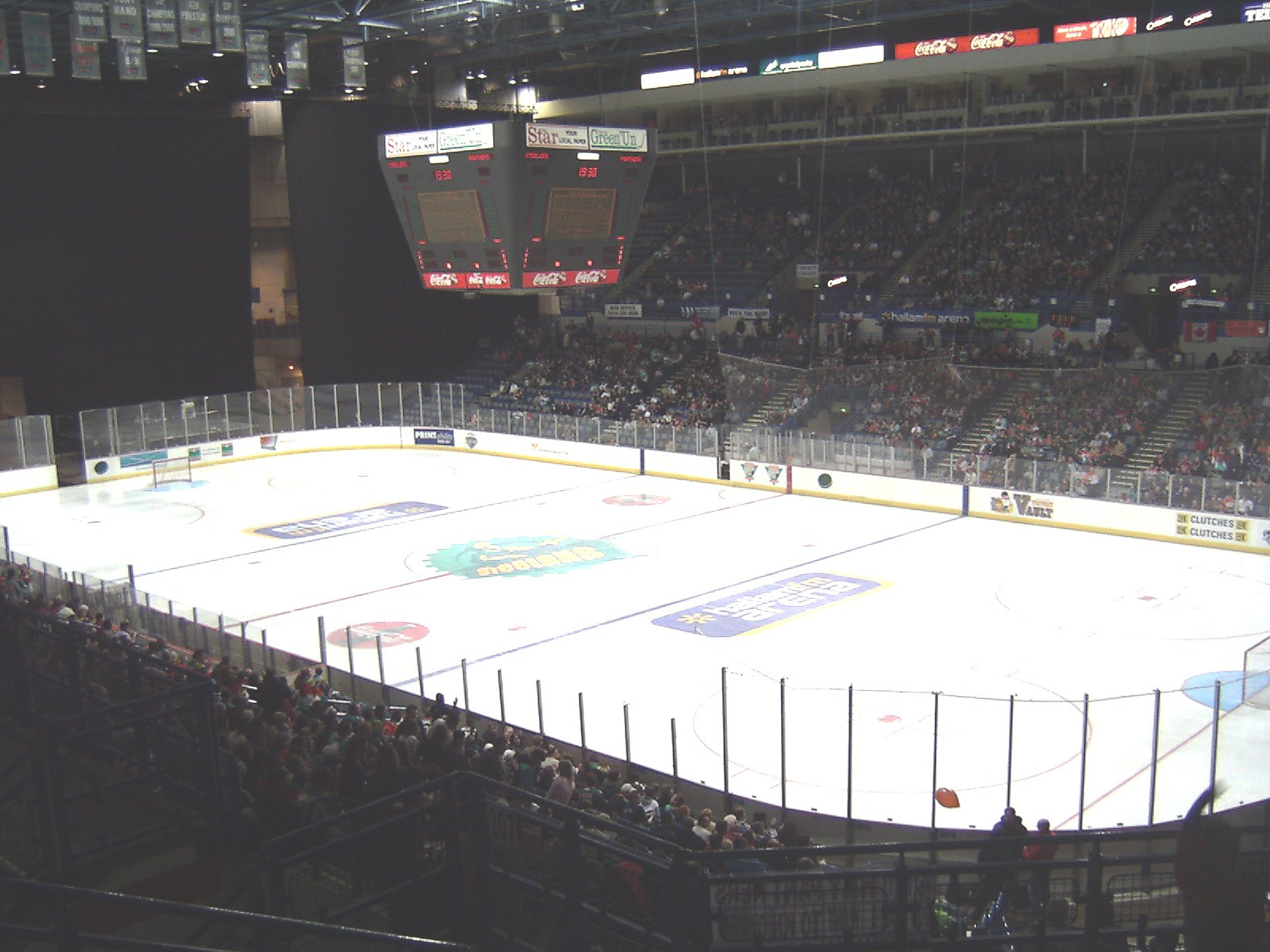
Арена Шеффілд

«Арена Шеффілд» домашній стадіон клубу «Шеффілд Стілерс», відкритий 30 травня 1991 року. Арена вміщує 9300 глядачів.

## Досягнення
Британська елітна ліга (10):
- 1994–95, 1995–96, 2000–01, 2002–03, 2003–04, 2008–09, 2010–11, 2014–15, 2015–16, 2023–24

Кубок Виклику (6):
- 1998–99, 1999–00, 2000–01, 2002–03, 2019–20, 2023–24